# Team building
Team building-ul este activitatea desfășurată de către o echipă având ca obiectiv îmbunătățirea performanțelor membrilor acestei echipe, pornind de la comunicare și colaborare.

## Ce este un team building?
Team building-ul are ca scop cooperarea eficientă dintre membrii unei echipe, prin activități care pun accent pe comunicarea interpersonală și munca relaxată.  
Tehnic vorbind, team building-ul reprezintă un proces de transformare a unui grup într-o echipă dispusă să colaboreze eficient pentru a atinge obiectivele stabilite de către o companie. Poate include atât activități zilnice, dar cel mai adesea presupune organizarea unui eveniment de-a lungul unui week-end. Aceste activități au ca obiectiv motivarea și creșterea performanței membrilor unei echipe.

## De ce este important un team building?
Team building-ul înseamnă de cele mai multe ori ocazia ideală pentru a contopi talentul, priceperea și creativitatea unui grup. Obiectivele propuse prin team building sunt: comunicarea, colaborarea și munca în echipă. Importanța unui team building se evidențiază prin următoarele:
- Îndeplinirea sarcinilor - indivizii au propriul ritm de rezolvare a task-urilor. Puși împreună, provenind din medii diferite, cu activități zilnice diferite, team building-ul îi provoacă să își creeze un ritm al echipei astfel încât să atingă împreună succesul;
- Calitatea deciziilor - în cadrul team building-urilor pot fi generate mai multe idei decât ar putea o singură persoană să o facă, iar luarea deciziei pentru cea mai bună idee va fi bazată pe viziunea unei echipe, nu a unui singur individ;
- Asumarea riscurilor - a fost demonstrat că team building-ul oferă încredere membrilor echipei mai mult decât unui singur individ în asumarea de riscuri calculate;
- Motivare - team building-ul ridică moralul membrilor echipei și îi incurajează să își desfășoare activitatea mai eficient;
- Viteza de asimilare a informațiilor - evenimentele de team building creează mediul propice învățării, susținând echipele în procesul de învățare rapidă;

Mai mult decât atât, team building-ul este important deoarece ajutî grupul să își valorifice punctele forte și să-și minimalizeze slăbiciunile.

## Obiectivele unui team building
1. Networking, socializare și cunoaștere
Socializarea la locul de muncă reprezintă una dintre cele mai bune modalități de creștere a productivității la birou. Nu numai că ridică moralul, ci și permite membrilor echipei să lucreze mai bine pentru rezolvarea problemelor de lucru de zi cu zi.
2. Munca în echipă și creșterea performanței echipei
După încheierea activităților de team building, angajații înțeleg mai bine punctele forte, punctele slabe și interesele celorlalti. Aceasta înțelegere îi ajută să lucreze mai bine împreună în ceea ce privește evoluția companiei.
3. Spirit de echipă, distracție și motivare
După ce orice echipă sportivă câștigă un campionat important, ei sărbătoresc și se distrează. Aceasta îi motivează să își dorească să câștige mai mult și mai mult. Acest exemplu arată că spiritul de echipă, aplauzele și distracția care vin cu fiecare eveniment de team building pot motiva membrii unei echipe să atingă la următorul nivel al dezvoltării unei companii.
4. Încurajarea inovării și a creativității
Oamenii tind să fie mai creativi atunci când au alături oameni cu care se simt confortabil. Așadar, evenimentele de succes ale echipei nu numai că apropie oamenii, ci îi ajută să propună idei mai reușite și mai creative la locul de muncă.
5. Comunicarea și activitatea eficientă
Comunicarea și activitatea eficientă reprezintă motivul principal pentru care oamenii aleg să organizeze un team building. Toată lumea își dorește un mediu de lucru prietenos, unde oamenii se simt confortabil și sunt dispuși să vorbească și să lucreze cu oricine.

## Pașii pentru organizarea unui team building
- Ce vrei sa obții în urma teambiuilding-ului/ Stabilește pasul următor în dezvoltarea echipei

Orice teambuilding implică atât relaționarea, munca în echipă, cât și energizarea echipei. Acest lucru se datorează interacțiunii în afara unui spatiu oficial și a regulilor de la birou. După ce ai eliminat cunoașterea și interacțiunea din lista cu obiective, încearcă să identifici potențiali factori conflictuali la nivelul echipei sau lucruri pe care ai vrea să le îmbunătățești. De asemenea, află care sunt exact nevoile prioritare ale echipei tale și alege maximum 3 pe care să le poți atinge prin activitățile de teambuilding. Câteva exemple vizează: încurajarea comunicării dintre membrii echipei (obiectiv abordat în programele de Teatru, Reclama, Vânătoarea de resurse, Treasure hunt), gestionarea conflictului (Olimpiada isteților, Olympic games, Treasure hunt, Vânătoarea de resurse), reducerea competitivității la nivelul echipei (Calendarul echipei, Discover the city, Cartoon time), dezvoltarea sentimentului de apartenență la echipa (Flashmob, Out of the box, Treasure hunt)
- Ce vrea echipa?

Află ce și-ar dori echipa atât la nivel de activități, cât și la nivel de obiective. E important ca alegerea activităților să fie făcută în funcție de specificul membrilor echipei și a dorințelor lor. Dacă nu ai timp să îi întrebi pe fiecare în parte poți să faci un chestionar online sau un simplu mail de pe urma căruia să îți faci o idee legată de preferințe. Iar la final implicarea colegilor tăi va fi și mai mare pentru că vor înțelege că anul acesta s-a ales o activitate care a ținut cont de majoritatea părerilor, dar se vor simți și implicați în organizare.
- Cere ajutorul unui furnizor cu experiență care înțelege exact nevoile tale

Odată alese obiectivele și tema activităților, alege să lucrezi cu un expert care să te ajute să conturezi un team building de la o simplă idee. Un furnizor va înțelege cum poate o activitate dorită de tine să atingă nevoile de dezvoltare ale echipei. Experiența lui poate ajuta echipa să treacă printr-un program reușit. Furnizorul nu ajută doar la organizarea și punerea în practică a activităților. Rolul lui este acela de a facilita experiența echipei spre învățare și dezvoltare. Un simplu exercițiu de coordonare a unor oameni legați la ochi poate duce la conștientizări puternice legate de munca în echipă și la facilitarea unei comunicări mai eficiente. Însă este nevoie de experiența trainerului ca echipa să poată învăța singură din acest exercițiu fară că cineva să îi dea rețeta corectă. Un lucru important în alegerea companiei de team building are în vedere nivelul la care se află echipa și firma. Nevoile acestora sunt diferite în funcție de stadiul de dezvoltare. Dacă ești o companie mică sau te afli la prima experiență de team building, poți să apelezi la firme care să te învețe cum se va desfășura team building-ul și ce ar trebui să faci pas cu pas. În cazul companiilor și echipelor care știu dinamica unui eveniment de acest gen, există firme Arhivat în 23 martie 2018, la Wayback Machine. care merg in profunzimea dezvoltării unei echipe și tratează prin activitățile propuse subiecte punctuale.
- Nu lua decizia singur, alege o echipă de proiect

De foarte multe ori managerii resimt presiunea de a lua decizia corectă pentru un program sau o activitate de team building, unică. Pentru a elimina presiunea de pe umerii acestuia, în interiorul companiei poate fi formată o echipă de proiect care să sprijine managementul pe partea de cazare, de alegere a activităților cât și în ceea ce privește acele multe detalii referitoare la lista de participanți, roominglist, meniuri, timeline, etc. Mai mulți oameni puși la un loc pot creiona împreună cu furnizorul de team building un program axat exact pe nevoile echipei. Colegii se vor simți implicați, presiunea nu mai este doar la manager, sentimentul de ownership asupra proiectului este mare în rândul echipei dar și furnizorul primește ajutor pentru a dezvolta proiectul reușit pentru echipă.
- Fii entuziasmat

Odată ce proiectul este pus în mișcare, rolul unui manager este de a se bucura de reușită! Dacă ai fost parte din echipa de organizare, bucură-te de eveniment, de organizarea lui și transmite-le colegilor tăi ca această va fi o experiență de echipă în care se vor crea amintiri frumoase și ne vom distra pe cinste. Energia cu care echipa pleacă la drum este importantă, iar tu poți fii un promotor al entuziasmului pentru acest eveniment.

## Câteva sugestii pentru un team building de succes
- Alege provocările evenimentului raportându-le la provocările cu care se confruntă în fiecare zi echipa
- Setează nivelul fizic al activităților la nivel mediu
- Creează un mediu de rezumare a lecțiilor învățate după evenimentul de team building
- Ia în calcul contractarea unei firme specializate; rezultatele pot fi exponențial mai bune atunci când implici un expert
- Stabilește o temă de inspirație pentru organizarea team building-ului raportată la pasiunile echipei
- Încurajează toți membrii echipei să ia parte la team building

- Alege o locație în afara zonei de birou
- Alocă timp între activități pentru a reflecta la rezultate și procese, lecții învățate
- Apelează la serviciile unui fotograf pentru a avea imagini foarte bune din timpul evenimentului
- Invită și colaboratori la team building pentru a consolida relația cu aceștia
- Recomandă tuturor membrilor echipei să își asume o serie de acțiuni concrete post-team building ca rezultat a lecțiilor învățate
- Recompensează echipa implicată în organizare
- Cere feedback pentru desfășurarea evenimentului și ține cont de el pentru team building-urile viitoare
- Programează un debrief (Debrief-ul cuprinde lecțiile, valorile si principiile cu care vrei să rămână participanții după eveniment. Este, uneori, etapa mai importantă decât activitățile în sine, oferind ocazia unei mai bune cunoașteri a membrilor echipei și extragerea unor lecții pentru îmbunătățirea companiei).